# Ermita de Sant Roc d'Atzeneta del Maestrat
L'ermita de Sant Roc d'Atzeneta del Maestrat, a la comarca de l'Alt Maestrat (País Valencià), és un edifici religiós que està situat el centre del nucli antic del municipi, a la plaça Major.
Està reconeguda com a Bé de Rellevància Local segons la Disposició Addicional Cinquena de la Llei 5/2007, de 9 de febrer, de la Generalitat Valenciana, de modificació de la Llei 4/1998, d'11 de juny, del Patrimoni Cultural Valencià (DOCV Núm. 5.449 / 13/02/2007), presentant com a codi identificador el 12.04.001-009.

## Descripció històrica-artística
Es tracta d'un edifici datat al segle xviii, en concret en 1757, construïda amb carreus seguint les pautes arquitectòniques barroques.
De petites dimensions presenta una sola nau, de forma quadrangular, i gran altura de murs, a la qual s'accedeix a través d'una única porta situada en la façana principal de l'ermita, que presenta sobre l'esmentada porta una fornícula buida en la qual apareix l'any de construcció i un òcul encegat per col·locar en ell un panell de ceràmica representant a Sant Roc, a qui es dedica l'ermita. L'exterior de l'ermita està rematat amb una espadanya, posterior a la construcció del temple, i d'estil neoclàssic, en la qual hi ha una sola campana la fosa la qual data de l'any 1844. La coberta presenta cúpula de teula vidriada.
Respecte al seu interior, cal destacar la presència d'arcs de mig punt, i un altar major neoclàssic datat al segle xix, amb una imatge moderna del sant titular.